# Молодогвардейск
Молодогварде́йск (укр. Молодогвардійськ) / Атама́новка (укр. Отаманівка) (1954—1959 годах — Социалисти́ческий городо́к, в 1959—1961 годах — Молодогварде́йское) — город в Луганской области Украины. Моногород, построенный при градообразующих угледобывающих предприятиях (шахтах). Входит в Краснодонскую агломерацию.
С 2014 года контролировался управляемой из России марионеточной Луганской Народной Республикой. В настоящее время под российской оккупацией.

## Физико-географическая характеристика
Молодогвардейск расположен в 9 км от Краснодона и в 3 км от железнодорожной станции Семейкино-Новое (на линии Кондрашевская-Новая — Должанская). Через город проходит автодорога Луганск—Краснодон.
Входит в отдельную так называемую Краснодонскую агломерацию, которая включает ещё два города — Краснодон и Суходольск — и несколько посёлков городского типа.
Соседние населённые пункты (по сторонам света): на востоке — города Суходольск и Краснодон и посёлки: на юго-востоке — Таловое (примыкает), на юге Мирное, на юго-западе Энгельсово, Краснодон (одноимённый городу), Широкое, на западе Новосемейкино (примыкает), Радянское, Семейкино, на северо-западе Придорожное, на севере Самсоновка.

## Этимология
Первоначально рабочий шахтёрский посёлок назывался Атамановка. Новый жилой посёлок, основанный в 1954 году, получил название Соцгородок (Социалистический городок). В 1959 году по инициативе и ходатайству Краснодонского райкома ЛКСМУ в память о героях подпольной организации «Молодая гвардия» было принято решение о переименовании рабочего посёлка в Молодогвардейский, который в 1961 году приобрёл статус города и новое официальное название Молодогвардейск.

## Улицы Молодогвардейска
В городских топонимах ярко отразилась советская эпоха, улицы носят имена государственных и общественных деятелей и героев Советского Союза и Украины, значительная часть из них — имена героев-молодогвардейцев.
| - ул. Ленина, - ул. Калинина, - ул. Свердлова, - ул. Шевченко, - ул. Леси Украинки, - ул. Коцюбинской, | - ул. Земнухова, - ул. Олега Кошевого, - ул. Тюленина, - ул. Осьмухина, - ул. Громовой, - ул. Шевцовой, | - ул. Гагарина, - ул. Титова, - ул. Фадеева, - ул. Молодогвардейская, - ул. Литвинова, - ул. Рождественская, | - ул. Садовая, - ул. Победы, - ул. Степная, - ул. Клубная, - ул. Железнодорожная, - ул. Шахтёрская. |

## История
Молодогвардейск — один из самых молодых городов Луганщины, основанный в середине XX в. в связи с промышленным освоением залежей коксующегося угля в зоне Краснодонского геологического района.

### В составеУкраинской ССР
В 1936 году здесь были осуществлены первые разведочные горные выработки, с 1944 года началась широкая разведка угольных пластов Атаманского комплекса шахт посёлка Таловое, завершившаяся в 1949 году.
В августе 1951 года приступили к сооружению первой шахты — «Ореховской» (через два года — «Таловской»). Одновременно с закладкой шахты началось строительство жилого посёлка «Атамановка».
В 1952 году Министерство угольной промышленности СССР приняло решение о возведении нового города на основе генерального плана, с использованием индустриальных методов строительства. Государственным институтом «Южгипрошахт» был составлен генплан — проект планировки и застройки территории нового города.
Зимой 1953 года на комсомольскую стройку из различных областей и республик СССР прибыла большая группа молодых специалистов-строителей; в том же году шахтостроители стали новосёлами построенных здесь жилых домов, открылись школа и первое медицинское учреждение (здравпункт).
Летом 1954 года заложили фундамент под строительство первых зданий на главной улице Соцгородка — улице Ленина.
В 1957 году началось строительство комплекса медицинских учреждений, включавшего поликлинику и больницу c тремя стационарными отделениями: терапевтическим, детским и родильным, — завершившееся в январе 1960 года. Ныне это «Молодогвардейская городская больница № 2 и Поликлиника № 2».
В 1962 году на центральной площади открыт Дворец культуры «Юность» c кинозалом на 550 мест, библиотекой и спортивным залом, ранее в городе действовали два ведомственных дома культуры: Клуб строителей и горняцкий Клуб таловских шахт (клуб шахты «Ореховская»).
В 1968 году начали работу углеобогатительная фабрика «Самсоновская» (СП ГОФ «Самсоновская») и биохимическая лаборатория. В 1970 году была введена в эксплуатацию шахта «Самсоновская № 1» (с 1972 — «Имени 50-летия СССР»), в декабре 1971 года — шахта «Молодогвардейская».
В 1972 году на базе комбината подсобных предприятий треста «Краснодон-шахтострой» создан завод «Стройдеталь», изготовляющий арматуру, металлоконструкции, железобетонные и столярные изделия, раствор бетона для строительных организаций города.
В 1978 году был открыт ведомственный шахтёрский санаторий-профилакторий для оздоровления и отдыха горняков — работников треста «Краснодонуголь».
В 1984 году — открыт культурно-спортивный комплекс (КСК) «Молодость».
30 декабря 1987 года — открыта троллейбусная линия, соединившая два близлежащих города — Краснодон и Молодогвардейск (троллейбусный маршрут № 1).

### В независимой Украине
В связи с Актом о провозглашении независимости Украины, принятым 24 августа 1991 года на внеочередной сессии Верховного Совета Украинской ССР, город Молодогвардейск, находящийся в составе существующей Луганской области Украинской ССР, стал городом Украины.
В 1999 году введена в эксплуатацию шахта «Самсоновская-Западная», ныне — СП Шахтоуправление «Самсоновское-Западноe» ПАО «Краснодонуголь».

#### Во времяроссийско-украинской войны
С апреля 2014 года контролируется самопровозглашённой Луганской Народной Республикой.
- 2014 : открыт спортивно-игровой комплекс под открытым небом «Спорт Арена Метинвест»; открыт «Сквер влюбленных» вблизи ДК «Юность»[10].
- 2015 : завершёна комплексная реконструкция сквера им. 70-летия Великой Победы; открыта «Аллея мира и единства»[11].

19 сентября 2024 года Верховная Рада поддержала переименование Молодогвардейска на Атамановку. 26 сентября 2024 года переименование вступило в силу.

## Население
Согласно данным Переписи населения 1989 года численность жителей города составляла 31 766 человек.
На 1 января 2013 года — 23 332 человек, на 1 января 2019 — 22 671 человек.
По данным переписи 2001 года, украинцы составляли 38,57 % населения города, русские — 57,68 %, белорусы — 1,70 %.

### Языковой состав
Родной язык населения по данным переписи 2001 года:
| Язык       | Численность, чел. | Доля     |
| ---------- | ----------------- | -------- |
| Украинский | 2 792             | 10,88 %  |
| Русский    | 22 730            | 88,60 %  |
| Другое     | 132               | 0,52 %   |
| Итого      | 25 654            | 100,00 % |

## Известные жители. Почётные граждане
- Березняк, Виктор Фроимович (род. 1950) — живописец и график, художник-оформитель МДК «Юность» с сентября 2008 г., член Народного клуба мастеров «Левша» при МДК «Юность», имеет звание Народного художника самодеятельного декоративно-прикладного искусства Луганщины (2014)[17].
- Галанов, Геннадий Васильевич (1922—1981) — гвардии майор, лётчик 91-го штурмового авиационного полка ВВС СССР, участник Великой Отечественной войны (совершил 125 успешных боевых вылетов); кавалер четырёх боевых орденов, Герой Советского Союза (1946)[18].
- Грекова, Лилия Ивановна (1933—1998) — педагог и художник, руководитель художественной студии при ДК «Юность», работы участников которой экспонировались на выставках различных городов Украины, России и за рубежом[19].
- Дорошко, Михаил Константинович (род. 01.07.1949) — шахтёр, горнорабочий очистного забоя ГОАО «Шахта „Ореховская“» ПАО «Краснодонуголь», ударник труда, удостоен почётного звания Герой Украины с вручением ордена Державы (2005)[20].
- Ермилова, Алла Николаевна (род. 1955) — художник-график, Народный художник самодеятельного декоративно-прикладного искусства Луганщины (2010), член народного клуба мастеров «Левша» при МДК «Юность»; лауреат республиканских и областных фестивалей и конкурсов[21].
- Колесников, Александр Яковлевич (1930—2008) — шахтёр-стахановец, бригадир шахты «Молодогвардейская» треста «Краснодонуголь». Заслуженный шахтёр Украинской ССР; кавалер трёх орденов, Герой Социалистического Труда (1971)[22].
- Климкова, Дана Зиновьевна (род. 1964) — Народный самодеятельный мастер декоративно-прикладного искусства Луганщины (2014), руководитель Клуба мастеров декоративно-прикладного и изобразительного искусства «Веретено» при ДК «Юность» Молодогвардейска и ДК им. Молодой гвардии Краснодона[23].
- Литвинов, Вячеслав Николаевич (1973—1998) — старший лейтенант милиции, сотрудник уголовного розыска ОВД г. Молодогвардейска. Героически погиб в ночь с 29 на 30 июля 1998 года при задержании вооружённых преступников. Его имя увековечено в названии одной из городских улиц.
- Алла Андреевна Михеева (род. 7 февраля 1989, Молодогвардейск, Ворошиловградская область, УССР, СССР) — российская актриса театра, кино и телевидения, телеведущая.
- Макарцов, Александр Павлович (1936—2008) — шахтёр, ударник социалистического труда, бригадир проходчиков шахтопроходческого управления № 2 треста «Краснодоншахтострой», заслуженный шахтёр Украинской ССР, Герой Социалистического Труда (1981)[24].
- Недайводина, Александра Семёновна (род. 1926 — ум..?) — строитель, ударник социалистического труда, бригадир строителей-отделочников ОСУ № 3 треста «Краснодонпромшахтострой», ветеран войны и труда; кавалер ордена Славы и ордена Ленина[7][25]

Почётные граждане Молодогвардейска

## Памятники
- Памятник Владимиру Ильичу Ленину. Установлен в центре города, около 1956 г. (Автор скульптуры неизвестен; высота вместе с постаментом — 4,60 м).
- Мемориал героям-молодогвардейцам «Клятва». Скульптурные портреты-бюсты И. Земнухова, Ф. П. Лютикова, Л. Шевцовой, С. Тюленина, У. Громовой, И. Туркенича, О. Кошевого, Н. П. Баракова. Скульпторы В. И. Мухин, В. Х. Федченко. Установлены на ул. Ленина, около 1958 г.
- Памятник Юрию Алексеевичу Гагарину. Установлен на ул. Ленина в 1965 г. Автор скульптуры неизвестен; высота вместе с постаментом — 6,60 м). Имя Ю. Гагарина также увековечено в названии одной из улиц города.
- Памятник огнеборцам г. Молодогвардейска: три бюста у пожарной части начальнику караула Н. Д. Ступакову, водителю И. С. Малыхину, пожарному И. И. Терненко, трагически погибшим при тушении пожара в ОСУ-3 16 июля 1972 года. Автор неизвестен. Установлен в 1973 г.
- Мемориал в память о горняках, погибших при авариях на шахтах. Шестиметровая стела выполнена в виде знака «Шахтёрская слава» в ореоле лучей солнца, восходящего над угольным терриконом. Авторы проекта: художник Ю. П. Шпырко, инженер Л. Швецов. Установлен в 2010 г.
- Мемориал в честь воинов-афганцев. На двух плитах из чёрного мрамора выбиты даты 1979—1989 и надпись: «Воинам-интернационалистам от Молодогвардейска. Пусть наша память продолжает жить в людских сердцах наперекор забвенью». Автор проекта: Дмитрий Хасанов. Установлен в 2011 г.
- Памятный знак, посвящённый «патриотам — жителям города Молодогвардейска». Надпись на нём гласит: «2014. Всем, кто в трудное время не покинул родной город, кто защищал, помогал и работал». Автор неизвестен. Установлен в сквере на ул. Ленина в 2015 г.[источник не указан 840 дней]
- Мемориальный комплекс «погибшим ополченцам и мирным жителям города во время военных действий 2014—2015 гг.». На гранитных плитах высечены имена 23 погибших; на памятном знаке надпись: «Лучшим и достойнейшим из нас, жизнью заплатившим за Донбасс. Наша Память и Долг погибшим ополченцам и жителям Молодогвардейска». Авторы проекта: художник В. Ф. Березняк, архитектор С. И. Фесенко, поэтесса Р. Шевченко. Установлен 22.06.2016 г.[26]

## Символы города
Герб города утверждён городским советом накануне 50-летия города — 15 апреля 2004 года. С 2014 году властями самопровозглашённой ЛНР употребляется герб с лентой в цветах флага ЛНР и города Молодогвардейска вместо малого герба Украины — два перекрещённых молота в красном треугольнике.
Флаг города — прямоугольное полотнище из трёх равновеликих горизонтальных полос: верхней — голубого, средней — синего и нижней — красного цвета. Отношение ширины к длине 2:3. Нижняя полоса красного цвета отражает принципы патриотизма жителей Молодогвардейска. С 2014 году властями ЛНР используется флаг, на котором цвета Украины заменены цветами ЛНР.

## Культура
На базе Дворца культуры — «Молодогвардейский Дворец культуры „Юность“», многие годы действуют 14 любительских объединений (рукоделие, спорт, коллекционирование и др.), 6 певческих самодеятельных коллективов, а также: хореографический, цирковой, театральный. Самые популярные из них:
- Народный мужской вокальный ансамбль «Горизонт», основанный в 1960 году, в составе которого шахтёры — любители песенного творчества. За 60 лет своего существования ансамбль, освоив около 600 песен (и произведений), и регулярно принимая участие в смотрах художественной самодеятельности различного уровня, дал всего около 900 концертов. Ансамбль — лауреат и дипломант многих фестивалей и смотров самодеятельности Украинской ССР, в частности: 1963, 1967, 1970, 1972, 1974 годов; награждён Дипломом I степени Выставки достижений народного хозяйства СССР 1975 года.. Позднее при ДК был создан женский вокальный ансамбль «Криниченька», — в репертуаре двух певческих коллективов песни на русском, украинском, белорусском и др. языках; в последнее время два ансамбля выступают с праздничными концертными программами совместно.
- Народный цирковой коллектив «Геликон», основанный в 1965 году В. П. Ковалёвым, а с 1969 года руководимый педагогом-спортсменом Н. Л. Чижом, являвшийся лауреатом, призёром и дипломантом различных конкурсов художественной самодеятельности, в частности: дипломант Фестиваля самодеятельного искусства Украинской ССР посвящённого 100-летию со дня рождения В. И. Ленина (1970); лауреат Фестиваля народного творчества в ознаменование 50-летия СССР (1972); призёр Фестиваля народных коллективов Украинской ССР (1980, Запорожье); золотая медаль Всесоюзного смотра посвящённого 40-летию Победы (1985); золотая медаль Всесоюзного конкурса циркового искусства (1989, Рига) и др. В наши дни, под руководством В. Г. Никитина и М. Н. Дышловой, коллектив цирка «Геликон» — лауреат III-го открытого Фестиваля-конкурса искусства и творчества «Новая звезда» (2019, Луганск).
- Образцовый духовой оркестр молодогвардейской детской школы искусств, созданный в 1975 году, его руководитель Л. Н. Тимошенко, заслуженный работник культуры Украины. Оркестр неоднократный лауреат, призёр и дипломант Всесоюзных, республиканских и международных музыкальных конкурсов и фестивалей, в частности: удостоен диплома Военно-оркестровой службы Министерства обороны СССР (1986, Москва); лауреат Всеукраинского фестиваля детского и юношеского творчества (2001, Днепропетровск); золотой призёр Всеукраинского фестиваля-конкурса духовных оркестров «Фанфары Севастополя» (2002, Севастополь), Гран-при Фестиваля духовых оркестров Украины (2004, Кировоград); 1 место Международного фестиваля «Салют Победы» (2005, Волгоград); гран-при Международного конкурса «Кубок Сталинграда» (2007, Волгоград); 1 место на IV Всеукраинском конкурсе духовой музыки «Таврийские сурмы» (2009, Мелитополь) и др.[28].

## Социальная инфраструктура
- Учреждения образования: три общеобразовательные школы: средняя школа № 7, средняя школа № 10, средняя школа № 21; четыре дошкольных учреждения — детских сада-яслей; Школа искусств — Молодогвардейская детская музыкальная школа имени М. А. Балакирева[29]. «Молодогвардейский центр поддержки и развития воспитательной работы и дополнительного образования детей и учащейся молодежи № 2»[30]; Молодогвардейский строительный колледж (ранее СПТУ № 28), обучение по профессиям: мастер общестроительных работ, сварщик (ручной и частично механизированной сварки (наплавки), автомеханик, оператор электронного набора и верстки[31].
- Учреждения здравоохранения: Городское поликлиническое отделение № 2 ГУ «Краснодонская центральная многопрофильная больница»; стоматологическая поликлиника; пункт скорой медицинской помощи; санаторий-профилакторий «Молодогвардейский» ПАО «Краснодонуголь».
- Учреждения культуры и спорта: ДК «Юность», Клуб пос. Атамановка, Молодогвардейская городская библиотека, Молодогвардейская детская школа искусств и художественная школа. Стадион «Спорт-арена» и «Детская юношеская спортивная школа № 2» (ДЮСШ № 2 : баскетбол, каратэ, плавание, футбол)[32][33].
- Отделения связи — три почтовых отделения Индекс 94415, 94416, 94418; № 15 : ул. Ленина, № 16 : ул. Молодогвардейск-1, № 18 : ул. Олега Кошевого.

## Экономика
Основная отрасль — добыча каменного угля, ряд угледобывающих предприятий ПАО «Краснодонуголь»:
- Шахта «Ореховская», открыта в 1957 году; общая проектная мощность шахты — 1000 тонн угля в сутки.
- Шахта «Молодогвардейская», открыта в 1971 году; общая проектная мощность шахты — 1,2 млн тонн угля в год.
- Шахта имени 50 лет СССР, открыта в 1972 году (по некоторым источникам закрыта в 2013 году).
- Шахта «Самсоновская-Западная», открыта в 1999 году; общая проектная мощность шахты — 1,5 млн тонн угля в год.

## Транспорт
- Автобусное обслуживание жителей осуществляет ООО «Луганское региональное управление автобусных станций», от автовокзала регулярно отправляются междугородные рейсы (по городам): Москва, Алушта, Воронеж, Елец, Калуга, Керчь, Липецк, Симферополь, Севастополь, Тула, Харьков, Ялта[34].
- Местные потребности жителей осуществляются регулярным троллейбусным сообщением по маршруту Молодогвардейск—Краснодон.
- В черте города, в пос. Атамановка находится остановочный пункт «Космический» на железнодорожной линии Родаково—Изварино. Пассажирское движение с 2014 года по настоящее время отсутствует.
- Пассажирские перевозки, от станции «Семейкино-Новое» Донецкой железной дороги в другие города, ныне не осуществляются по причине блокады региона[6].